# Eupithecia minusculata
Eupithecia minusculata är en fjärilsart som beskrevs av Alphéraky 1882. Eupithecia minusculata ingår i släktet Eupithecia och familjen mätare. Inga underarter finns listade i Catalogue of Life.